# Огилви, Дэвид (крикетист)
Алан Дэвид Огилви (англ. Alan David Ogilvie; род. 3 июня 1951) — австралийский крикетист.

## Биография

### Ранние годы
Родился 3 июня 1951 года. Посещал местную гимназию Брисбена, где и стал выступать на молодёжных чемпионатах по регби, теннису, академической гребле и крикету.

### Игровая карьера
На профессиональном уровне дебютировал в крикете в сезоне 1971/72, когда был избран в состав команды «Квинсленд», выступавшей в чемпионате Австралии. Однако, на протяжении следующих двух сезонов он не смог подняться выше двенадцатого места, что не позволило ему занять места в основном составе команды. Огилви впервые удалось выйти на поле в профессиональном матче только в сезоне 1974/75.
Свой первый международный матч в составе национальной сборной Австралии Огилви провёл 2 декабря 1977 года против команды Индии. В последний раз за национальную команду он сыграл 28 апреля 1978 года против сборной Вест-Индии.
В 1979 он объявил об уходе из профессионального крикета, после чего стал преподавать в одном из колледжей Брисбена. В 2024 году он вышел на пенсию.